# Heilmittelgesetz
Das Heilmittelgesetz (offiziell: Bundesgesetz über Arzneimittel und Medizinprodukte; HMG) regelt in der Schweiz das Inverkehrbringen von Arzneimitteln und Medizinprodukten. Es ist seit dem 1. Januar 2002 in Kraft. Mit dem Entscheid über die Inkraftsetzung im September 2009 beschloss der Bundesrat zugleich die Organisationsverordnung und die Verordnung über das Personal des Schweizerischen Heilmittelinstituts (Swissmedic) und erteilte den Leistungsauftrag für die Jahre 2002 bis 2005. Zuvor waren die Kantone zuständig für Arzneimittel, die zuständige Behörde war aufgrund eines Konkordats die Interkantonale Kontrollstelle für Heilmittel (IKS).
Das Heilmittelgesetz regelt im Einzelnen
- Herstellung von Arzneimitteln
- Zulassung von Arzneimitteln
- Vertrieb, Verschreibung und Abgabe von Arzneimitteln
- Anforderungen und Pflichten für das Inverkehrbringen von Medizinprodukten
- Anforderungen an Qualität, Wirksamkeit und Unbedenklichkeit von Heilmitteln
- Betriebsbewilligung für Herstellung, Grosshandel sowie Inspektion dieser Betriebe
- Marktüberwachung von Heilmitteln
- Kontrolle des Betäubungsmittelverkehrs
- Recht- und Normensetzung

Zentrale Überwachungsbehörde ist die Swissmedic in Bern, die dem Eidgenössischen Departement des Innern untersteht.